# Scratch Jr
ScratchJr és un llenguatge de programació visual creat perquè nens i nenes de 5 a 7 anys puguin iniciar-se en els conceptes bàsics de la programació. ScratchJr s'ha dissenyat específicament per permetre aprendre a raonar sistemàticament i pensar de forma creativa a nens i nenes d'edats primerenques que no dominen encara la lecto-escriptura. Està disponible como a programari lliure per iOS, Android i Chromebook.
ScratchJr és una aplicació derivada del llenguatge de programació Scratch, que utilitzen més de 10 milions de persones d'arreu del món. La programació amb Scratch requereix d'habilitats bàsiques de lecto-escriptura, però els creadores van veure la necessitat d'un altre llenguatge que aportés una manera simplificada d'aprendre a programar a una edat més primerenca i sense saber llegir i escriure.